# The Queers
The Queers er et punk-band fra USA.

## Diskografi
- Beat Off (2007)
- Move Back Home (2007)
- Pleasant Screams (2007)

- Wikimedia Commons har flere filer relateret til The Queers

| Musikgruppe | Spire Denne artikel om en amerikansk musikgruppe er en spire som bør udbygges. Du er velkommen til at hjælpe Wikipedia ved at udvide den. |